# برمید نیوبیم (V)
برمید نیوبیم(V) (به انگلیسی: Niobium(V) bromide) با فرمول شیمیایی NbBr5 یک ترکیب شیمیایی است. که جرم مولی آن 492.430 g/mol می‌باشد. شکل ظاهری این ترکیب، قرمز شرابی تا بلورهای سیاه است.